# Дженерал-Электрик-билдинг
Дже́нерал-Эле́ктрик-би́лдинг (англ. General Electric Building) — построенный в 1931 году 50-этажный 195-метровый небоскрёб, расположенный в Мидтауне, Манхэттен, на Лексингтон-авеню, 570 (юго-западный угол на перекрёстке Лексингтон и 51-й улицы). Первоначально известный как «Здание RCA Виктор» (англ. RCA Victor), этот небоскрёб часто называют по его адресу — чтобы избежать путаницы с новым зданием «Дженерал Электрик» по адресу Рокфеллер-плаза, 30, позднее переименованным в «Комкаст-билдинг» (англ. Comcast Building).

Со стороны Лексингтон-авеню Дженерал-Электрик-билдинг представляет собой высокую 50-этажную башню в духе классических сооружений в стиле ар-деко. Основная часть здания украшена искусной кирпичной кладкой оранжево-розового цвета. Над главным входом стоят часы с витиеватым логотипом «Дженерал Электрик» и скульптурой в виде двух рук, держащих электрический разряд. Вершина башни украшена стилизованными скульптурами и декором в готическом стиле, олицетворяющим электричество и радиоволны с подсветкой в ночное время. 

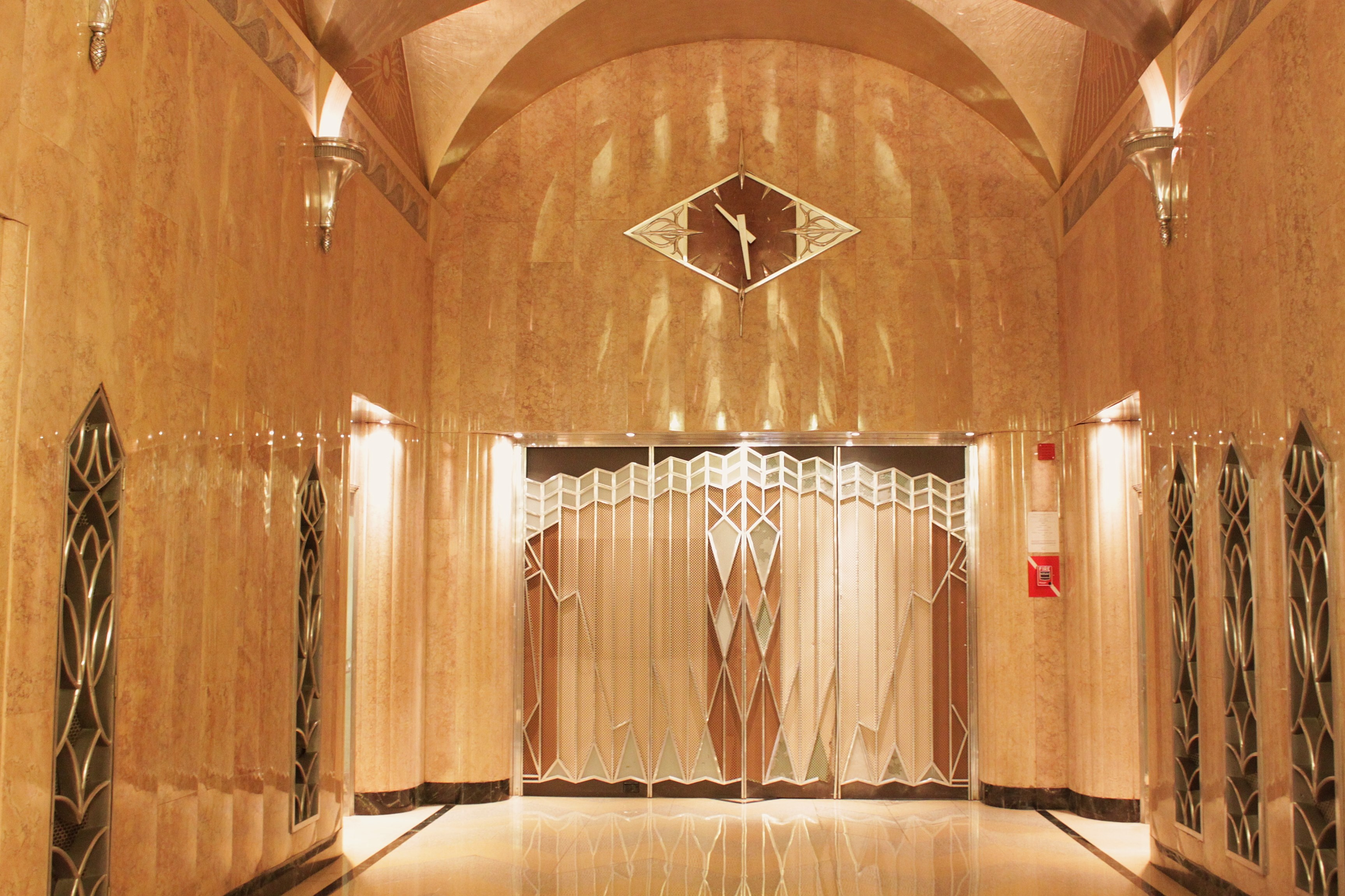
Холл

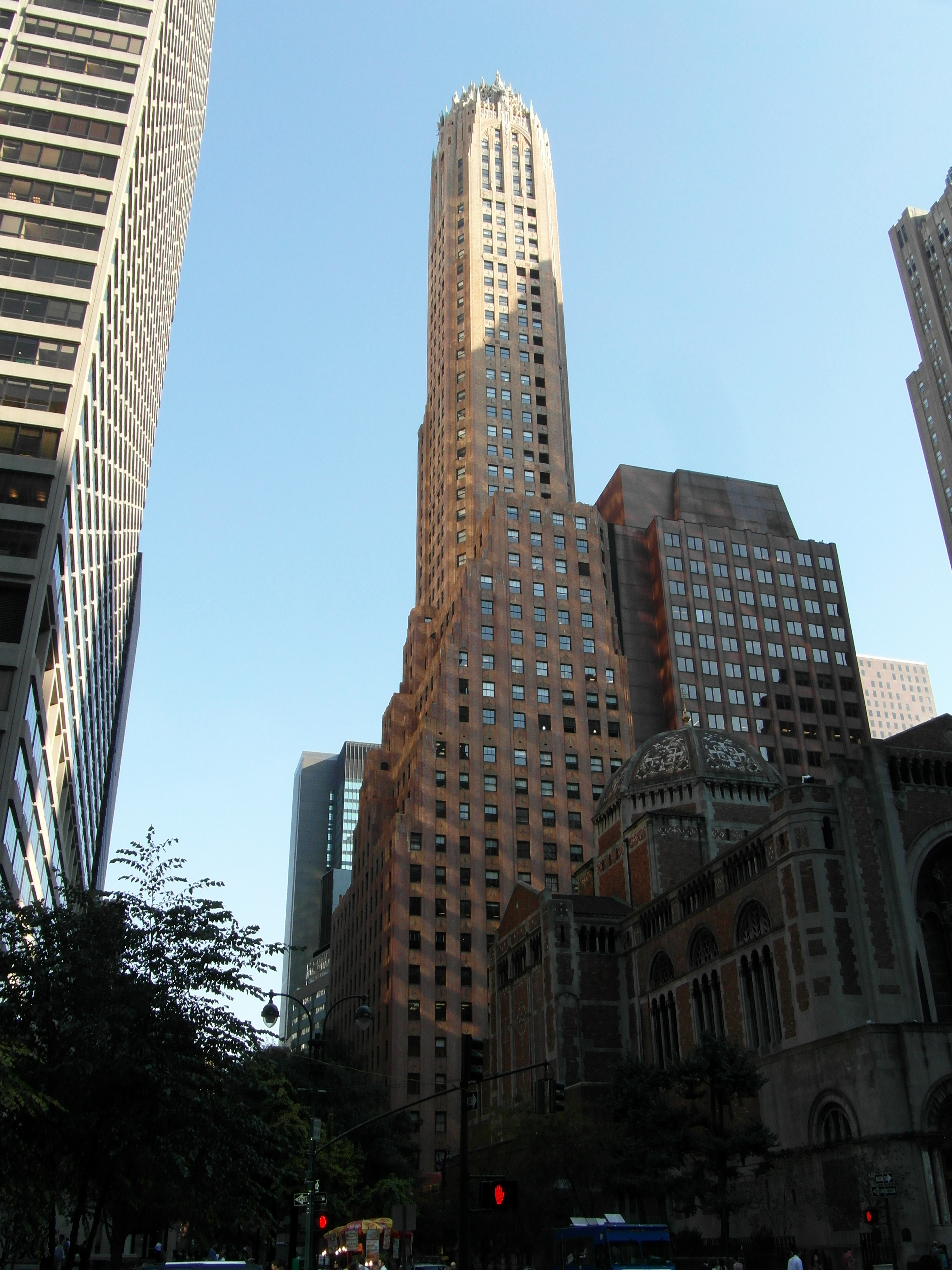
Фасад в октябре 2012 года
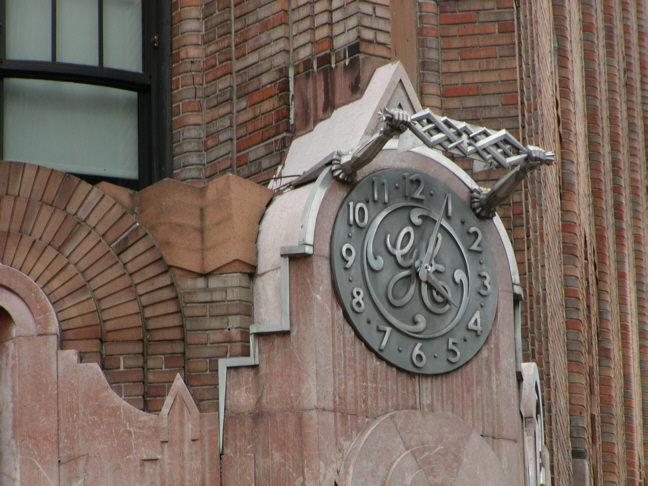
Часы над главным входом
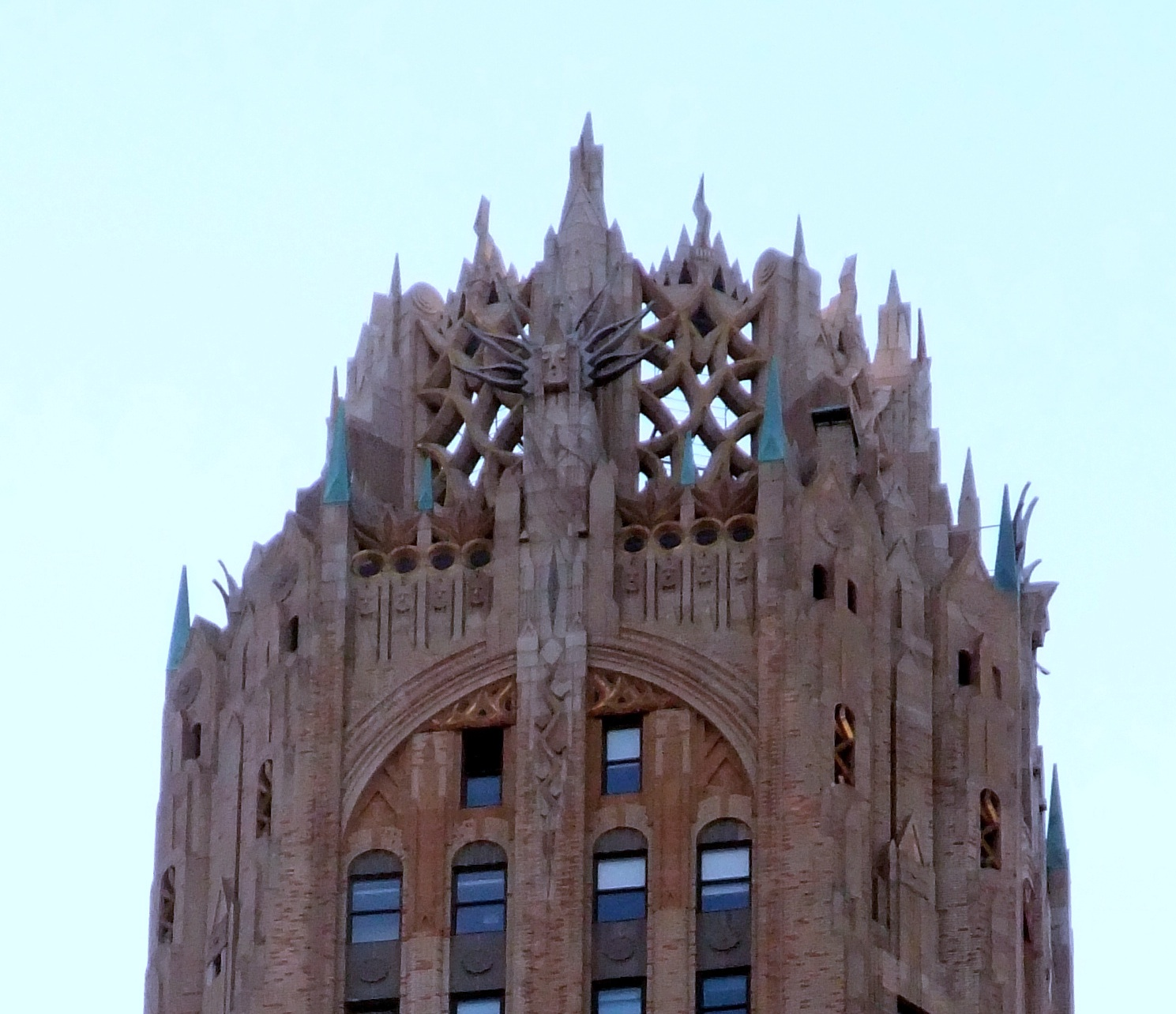
Крыша